# Castello La Poderina
Il Castello La Poderina è una storica residenza di Stigliano, località del comune di Sovicille (SI), in Italia.

## Storia
L'edificio venne eretto nel XIX secolo su commissione di Giovanni Giusti, amante della storia e della cultura medievale.

## Descrizione
L'edificio, di stile neogotico, presenta una pianta rettangolare con una corte interna e si sviluppa su tre livelli. Le facciate sono caratterizzate da bifore al livello mediano e da finestre ad arco acuto agli altri piani. Due portali d'accesso sono posizionati lungo l'asse centrale dell'edificio e ne permettono l'attraversamento da parte a parte.